# Lipná (Hazlov)
Lipná (deutsch Lindau) ist ein Ortsteil der Gemeinde Hazlov in Tschechien.

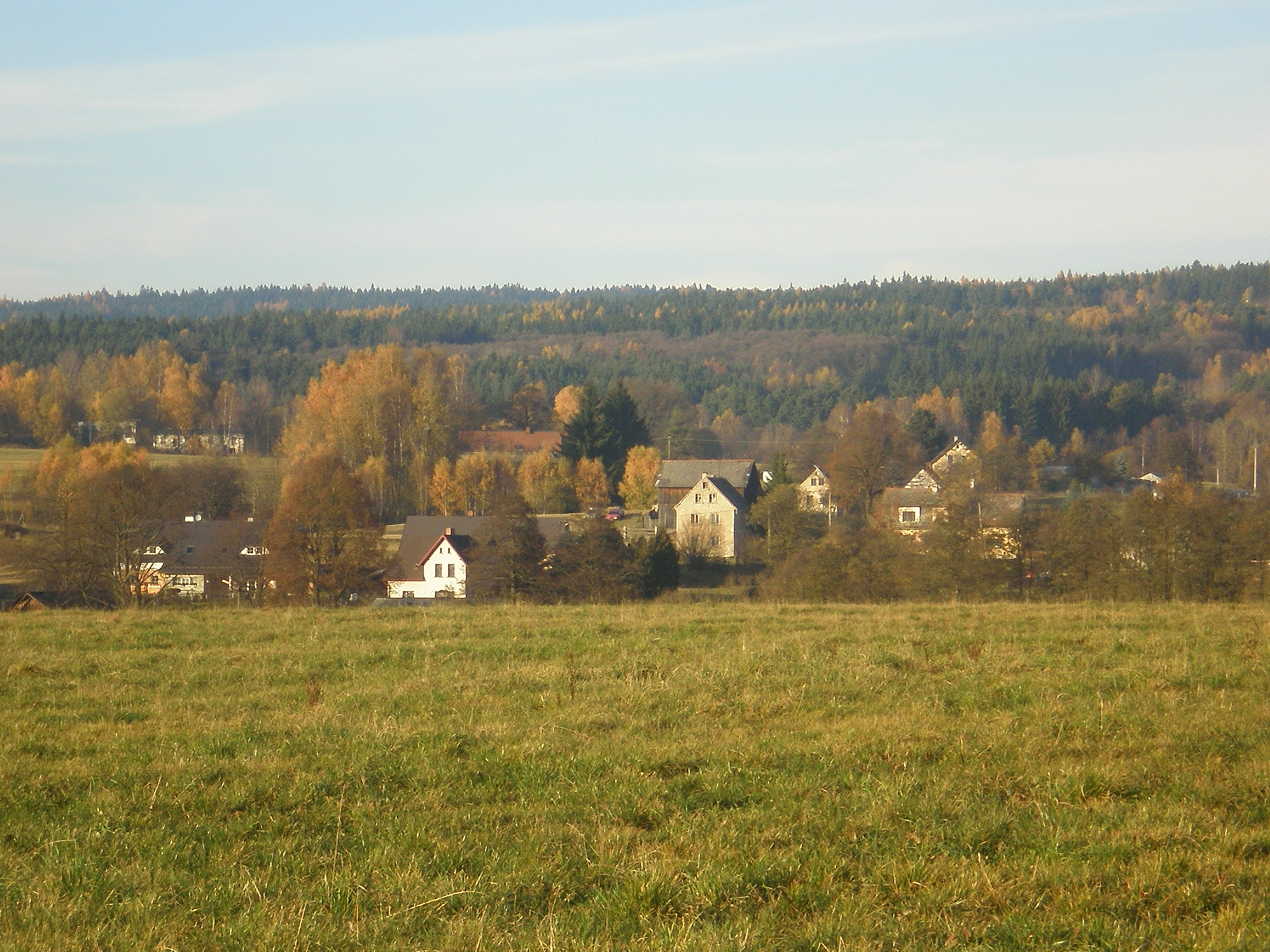
Ansicht von Lipná

## Geografie
Der Ort liegt eineinhalb Kilometer westlich des Ortskerns von Hazlov.

## Einwohnerentwicklung
| Jahr | Einwohnerzahl |
| ---- | ------------- |
| 1869 | 285           |
| 1880 | 268           |
| 1890 | 278           |
| 1900 | 274           |
| 1910 | 271           |

| Jahr | Einwohnerzahl |
| ---- | ------------- |
| 1921 | 236           |
| 1930 | 270           |
| 1950 | 81            |
| 1961 | 53            |
| 1970 | 46            |

| Jahr | Einwohnerzahl |
| ---- | ------------- |
| 1980 | 19            |
| 1991 | 10            |
| 2001 | 15            |
| 2011 | 22            |